# Димитрис Каламарас
Димѝтрис Каламара̀с (на гръцки: Δημήτρης Καλαμαράς) е виден гръцки скулптор от XX век.

## Биография
Роден е в малкото южномакедонско градче Лерин (на гръцки: Флорина) в 1924 година, в семейство от село Бабчор, Костурско. В родния му град няма много скулптури. Самият той по-късно пише, че „интересът му към скулптурата е предизвикан от малък мраморен ангел в градското гробище“. До 1946 г. Каламарас рисува и вая като аматьор, докато разбира за съществуването на училища за изящни изкуства. Без никаква подготовка отива в Атина в 1946 година, в началото на Гражданската война в Гърция. Полага с успех приемните изпити, като е пръв по живопис и скулптура. Учи в Атинското училище за изящни изкуства при Димитриос Бискинис, Епаминонд Томопулос, Умвертос Аргирос и скулптура (1947 – 1954) при Михалис Томброс.
Каламарас завършва Школата през 1953 година, като получава първа награда за скулптура. По това време завършва първата си работа на открито, мраморен бюст на македономаха (деец на Гръцката пропаганда в Македония) Гоно Йотов (Гонос Йотас), разположен в парка на Бялата кула в македонската столица Солун. Следва паметникът на героя от Гръцката война за независимост Ангел Гацо (Ангелис Гацос), разположен на централния площад в мъгленското градче Съботско (Аридеа), Централна Македония. Това е първият монументален труд на Каламарас.
Каламарас получава стипендия и продължава обучението си във Флорентинската академия за изящни изкуства (1954 – 1957), където учи при Венанцо Крочети и в Римската академия за изящни изкуства (1958 – 1961), където учи при Перикле Фадзини. По време на престоя си в Италия Каламарас се запознава с такива творци като Джакомо Мандзу, Марино Марини, Джорджо де Кирико, Джорджо Моранди и Хенри Мур.
През 1958 година Каламарас се завръща в Гърция и организира първия семинар по леенето на мед в Школата за изящни изкуства. През същата година завършва „Коте – пръв македонски боец“, паметник на дееца на гръцката пропаганда в Македония Коте Христов (Котас Христу), който е разположен в Лерин. С тази работа Каламарас представя Гърция през 1958 година на Александрийското биенале, Египет, където получава златен медал. Както казва самият Каламарас, цялата му артистична работа през следващите години се върти около една-единствена тема: човекът и конят, в най-различни варианти, като включва малки модели от различни материали, малки ездачи, хиляди рисунки и десетки оразмерени чертежи. Всички тези дела са предходник на паметника на Александър Велики и са показани впоследствие в 1979 година биеналето в Сао Пауло.
В 1966 година се завръща в Гърция и от 1969 до 1985 година Каламарас преподава в катедра скулптура, като поставя началото на систематични преводи, публикуване и преподаване на теоретични текстове от известни скулптори. Като университетски преподавател Каламарас инициира създаването на глиптотека в училище.
Като фен на Ренесанса, Димитрис Каламарас създава първите си дела, оставайки верен на видимата реалност. В периода 1954 – 1965 година в композициите му преобладават експресионистки елементи. След 1965 година, творбите му придобиват геометрични обеми, които са резултат от изследвания и подробни измервания, основани на вярата му в реда, хармонията, симетрията и всичко, основано на законите на числата.
Експресионистките и геометрични елементи в скулптурата на Каламарас, заедно с левите му политически убеждения, са причина за нехаресването му по време на военната диктатура. Митрополит Августин Лерински кара военните да премахнат неговата скулптура „Умиращ войн“ от родния му Лерин като „несъответстваща на гръцките идеали“. По-късно статията е разположена в метростанция „Етники Амина“ (Национална отбрана) в атинското метро. След смъртта на Августин статуята е върната в централния парк на Лерин в 2010 година. През 1981 година Каламарас моли свещеник Никодим Царкняс да кръсти сина му. Когато митрополит Августин научава за това, изгонва Царкняс от своята епархия.
След падането на военната диктатура в 1974 година, Каламарас единодушно е избран за ректор на Атинското училище за изящни изкуства, а по-късно е и заместник-ректор в продължение на 7 години. Същевременно Каламарас в продължение на 10 години е член на Централния археологически съвет.
В 1995 година Националната галерия прави ретроспективна изложба на работата му.
Скулпторът умира в Атина през 1997 година.